# Es'hailSat

O satélite Es'hail 2.

A Es'hailSat é um operador de satélite de comunicação baseado no Catar. A Es'hailSat fornece televisão direct-to-home por meio de seu satélite. A empresa lançou o primeiro satélite do Catar — Es'hail 1 — em colaboração com a empresa europeia de satélites Eutelsat; A Es'hailSat possuía uma participação maioritária no satélite e lançamento.

## Satélites
| Satélite  | Fabricante                  | Data do lançamento     | Veículo de lançamento | Estado | Nota                                                                           |
| --------- | --------------------------- | ---------------------- | --------------------- | ------ | ------------------------------------------------------------------------------ |
| Es'hail 1 | Space Systems/Loral         | 29 de agosto de 2013   | Ariane 5 ECA          | Ativo  | Também conhecido por Eutelsat 25B / Es'hail 1 (antigo Eurobird 2A / Es'hail 1) |
| Es'hail 2 | Mitsubishi Electric (MELCO) | 15 de novembro de 2018 | Falcon 9 Full Thrust  | Ativo  | Também conhecido por AMSAT P4-A                                                |